# Сливово
 Тази статия е за селото в България.  За селото в Северна Македония вижте Сливово (община Дебърца).  
Сливово е село в Югоизточна България. То се намира в община Средец, област Бургас.

## География
Село Сливово се намира в Странджа планина, в рида Каратепе, на 25 km от общинския център Средец и на 56 km от областния център Бургас.

## История
Името на селото идва от създаването на селището преди векове, където са се сливали няколко реки. Няколко пъти е местено местоположението през османското владичество за да се запази населението от постоянните преследвания.

## Население

### Етнически състав
Преброяване на населението през 2011 г.
Численост и дял на етническите групи според преброяването на населението през 2011 г.:
|                     | Численост |
| Общо                | 87        |
| Българи             | 85        |
| Турци               | -         |
| Цигани              | -         |
| Други               | -         |
| Не се самоопределят | -         |
| Неотговорили        | -         |